# Il voltagabbana
Il Voltagabbana è un romanzo autobiografico dello scrittore italiano Davide Lajolo pubblicato a Milano dalla casa editrice il Saggiatore nel 1963.

## Trama
L'autore racconta la sua vita e attraverso essa spiega perché ha abiurato al fascismo per passare alla militanza partigiana.
All'inizio del libro Lajolo ci parla del suo paese, Vinchio, un paesino della campagna astigiana dove regnava la povertà.
«Il mio è un povero paese di contadini. Ognuno con le sue quattro, dieci, quindici giornate di terra dove il bisogno e la miseria hanno sempre fatto da padroni».
Dal romanzo è stato tratto nel 1965 il film TV "La strada più lunga" di Nelo Risi con la mirabile interpretazione di Gian Maria Volonté. 

## Edizioni
- Davide Lajolo, Il Voltagabbana, collana Leggere a Scuola;, Sansoni, 1984,  p. 307.